# Ichthyophis acuminatus
Ichthyophis acuminatus es una especie de anfibio gimnofión de la familia Ichthyophiidae.
Es endémica de Tailandia. Se considera que habita en las provincias de Chiang Mai y Lamphun. Pero según la Enciclopedia de la vida y según AmphibiaWeb, sólo se ha hallado en el valle de Mae Wang, en el distrito del mismo nombre, que está situado en la parte central de la provincia de Chiang Mai.
Se considera también que habita en bosque tropical húmedo, y que los adultos llevan vida subterránea. Sí se sabe que es una especie ovípara, que hace la puesta en tierra y que las larvas son acuáticas.